# Császármadár

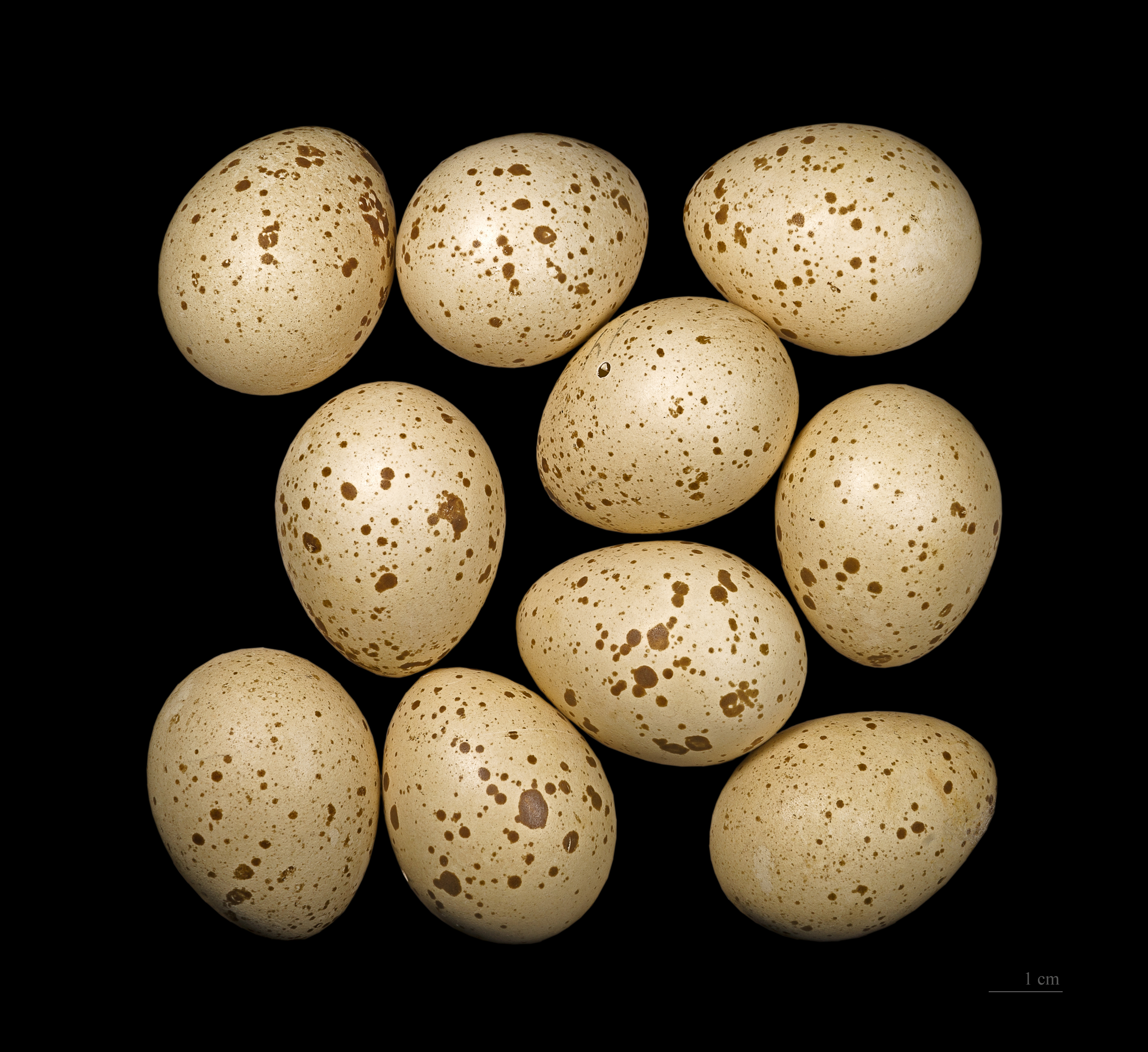
Tetrastes bonasia

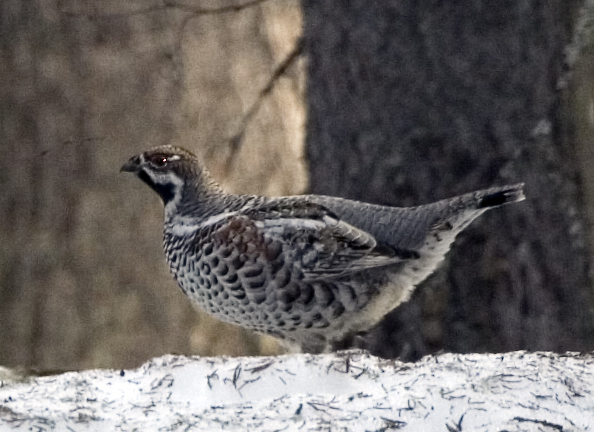

A császármadár (Tetrastes bonasia) a madarak osztályának tyúkalakúak (Galliformes) rendjébe és a fácánfélék (Phasianidae) családjába tartozó faj.

## Rendszerezés
Besorolása vitatott, egyes rendszerezők  a Bonasa nembe sorolják Bonasa bonasia néven.

## Előfordulása
Európában honos. Fenyvesekben és kevert erdőkben él, a bogyótermő cserjékben gazdag területeket részesíti előnyben.

## Alfajai
- Tetrastes bonasia amurensis Riley, 1916
- Tetrastes bonasia bonasia (Linnaeus, 1758)
- Tetrastes bonasia griseonotus Salomonsen, 1947
- Tetrastes bonasia kolymensis Buturlin, 1916
- Tetrastes bonasia rhenanus (O. Kleinschmidt, 1917)
- Tetrastes bonasia rupestris (C. L. Brehm, 1831)
- Tetrastes bonasia schiebeli (O. Kleinschmidt, 1943)
- Tetrastes bonasia sibiricus Buturlin, 1916
- Tetrastes bonasia styriacus (Von Jordans & Schiebel, 1944)
- Tetrastes bonasia vicinitas Riley, 1915
- Tetrastes bonasia yamashinai Momiyama, 1928

## Megjelenése
Testhossza 35-39 centiméter, szárnya fesztávolsága 48-60 centiméter, súlya 300-500 gramm. A kakas torka fekete, fehér szegéllyel. A tojó torka fehér, szélein sötét mintázattal.

## Életmódja
Nedvdús bogyókkal és más erdei gyümölcsökkel, rügyekkel, friss levelekkel és néha rovarokkal táplálkozik.

## Szaporodása
Fészkét talajra, fák tövébe készíti. A fészekalj általában 8-10 tojásból áll, melyen 21-23 napig kotlik. A  kikelt fiókák  30-40 napos korukban kirepülnek.

## Kárpát-medencei előfordulása
Magyarországon az Északi-középhegységben él, kisebb számban. Állandó, nem költöző madár.